# 國際商管學院促進協會
國際商學院促進協會（英語：Association to Advance Collegiate Schools of Business，縮寫作 AACSB 或称为 AACSB International），是一個於1916年在美國創建、針對世界各管理學學院認證的非政府组織，核心任務是推動全球管理教育品質的認證。其院校學分可通行全球。此認證為世界三大商學院認證机构之一，另外两個为歐洲質量改善系統（EQUIS）和工商管理碩士協會（AMBA）。
2016年9月，美國高等教育認證委員會取消對AACSB協會的認可。

## 概要
國際商管院促進協會的前身是美國商學院聯合會（The American Assembly of Collegiate Schools of Business），於1916年由17所美國大學和學院組成的認證機構。起初，該協會僅對美國商學院進行認證，但是在20世紀後期，該協會倡導採用更國際化的商業教育方法。1968年，亞伯達大學成為在美國本土以外獲得認可的第一所大學，在北美地區以外獲得認證的第一所院校則是1997年法國的高等經濟商業學院。

國際商管學院促進協會舊標誌

截至2020年，全球已有超過870所商學院獲得認證，其中有190所還擁有特別的會計項目認證。獲得認證的單位，則須在數年一輪的重評中持續代表教研品質保證、明確使命目標及長期改善承諾，所以榜上商學院的總數必有增減。

## 创始會員校
（依據英文首字字母排序）
哥倫比亞大學、達特茅斯學院、哈佛大學、紐約大學、西北大學、俄亥俄州立大學、杜蘭大學、加州大學柏克萊分校、芝加哥大學、伊利諾大學厄巴納-香檳分校、內布拉斯加大學系統、賓州大學、匹茲堡大學、德州大學、威斯康辛大學麥迪遜分校以及耶魯大學。

## 世界各地認證商學院

### 亞洲

#### 中国大陆
中國大陸現有48所大學管理學院通過AACSB的認證。
1. 清華大學經濟管理學院（2007年）
2. 中歐國際工商學院（2008年）
3. 复旦大学管理学院（2010年）
4. 上海交通大学安泰经济与管理学院（2011年）
5. 西安交通大学管理学院（2011年）
6. 北京大学光华管理学院（2012年）
7. 中国人民大学商学院（2012年）
8. 南京大学商学院（2013年）
9. 中山大学管理学院（2013年）
10. 香港中文大学（深圳）经管学院（2014年）
11. 大连理工大学管理学院（2015年）
12. 中山大学岭南学院（2015年）
13. 中国科学技术大学管理学院（2015年）
14. 浙江大学管理学院（2015年）
15. 北京外国语大学国际商学院(IBS)（2016年）
16. 西交利物浦大学国际商学院（IBSS）（2016年）
17. 对外经济贸易大学国际商学院（UIBE）（2016年）
18. 南开大学 (2016年)
19. 同济大学 (2016年)
20. 重慶大學 (2017年)
21. 北京科技大学东凌经济管理学院 (2018年)
22. 上海理工大學管理学院 (2018年)
23. 北京大学汇丰商学院 (2018年）
24. 北京科技大学 (2018年）
25. 华南理工大学工商管理学院（2019年）
26. 上海大学悉尼工商学院（SILC） (2020年）
27. 华中科技大学 (2020年）
28. 上海立信会计金融学院（2022年）
29. 深圳大学管理学院（2023年）

#### 香港
香港特別行政區現有8所大學管理學院通過AACSB的認證。
1. 香港中文大學（1999年）
2. 香港科技大學（2000年）
3. 香港城市大學（2005年）
4. 香港理工大學（2010年）
5. 香港浸會大學（2010年）
6. 香港大學（2010年）
7. 嶺南大學（2010年）
8. 香港恒生大學（2023年）

#### 澳門
澳門特別行政區現有2所大學管理學院通過AACSB的認證。
1. 澳門大學（2019年）
2. 澳門科技大學（2023年）

#### 新加坡
新加坡有3所大學取得認證。
1. 新加坡国立大学
2. 南洋理工大學
3. 新加坡管理大学

#### 
韩国有16所大學取得認證。
1. 梨花女子大學
2. 漢陽大學
3. 韓國科學技術院
4. 首爾國立大學
5. 高麗大學
6. 世宗大學
7. 延世大學
8. 成均館大學
9. 弘益大學
10. 西江大學
11. 慶北國立大學
12. 東國大學
13. 全南國立大學
14. 仁荷大學
15. 又松大學
16. 韓國外國语大學

#### 日本
日本有6所大學取得認證
1. 一橋大學
2. 名古屋商科大学
3. 慶應義塾大學
4. 立命館亞洲太平洋大學
5. 國際大學
6. 早稲田大学

#### 臺灣
台灣有40所大學商管學院成為會員，其中有31校取得認證。
1. 輔仁大學管理學院（2005年4月22日、2010年、2015年、2020年）
2. 國立中山大學管理學院（2005年6月10日、2010年、2015年、2020年）
3. 國立政治大學商學院（2006年12月、2012年、2016年、2021年）
4. 國立陽明交通大學管理學院（2007年8月、2012年12月、2018年6月）
5. 國立臺灣大學管理學院（2010年4月6日、2016年1月） （页面存档备份，存于）
6. 國立成功大學管理學院（2011年10月）
7. 元智大學管理學院（2011年10月、2017年）
8. 國立臺灣科技大學管理學院（2013年7月22日、2019年6月）
9. 逢甲大學商學院（2014年2月、2019年）
10. 國立雲林科技大學管理學院（2014年5月、2019年、2024年）
11. 中國文化大學商學院（2014年7月）[5]
12. 國立中央大學管理學院（2014年8月19日、2020年）
13. 中原大學商學院（2015年3月、2021年）
14. 國立清華大學科技管理學院（2015年11月、2021年6月) （页面存档备份，存于）
15. 義守大學管理學院、國際學院、觀光餐旅學院（2015年11月、2021年）
16. 國立臺北大學商學院（2016年2月、2021年2月）
17. 國立中正大學管理學院（2016年4月、2021年）
18. 長庚大學管理學院（2016年8月）
19. 中華大學管理學院（2016年8月、2022年2月）
20. 東吳大學商學院（2017年2月15日、2022年2月8日)
21. 亞洲大學管理學院（2017年2月15日)
22. 南臺科技大學商管學院（2017年5月、2022年2月)[6]
23. 銘傳大學管理學院（2017年7月)
24. 東海大學管理學院（2018年2月)
25. 國立中興大學管理學院（2018年11月，2024年7月3日)
26. 國立高雄科技大學第一校區管理學院（2019年7月) （页面存档备份，存于）
27. 國立台北科技大學管理學院（2019年7月)
28. 長榮大學管理學院(2021年4月29日)  （页面存档备份，存于）
29. 國立屏東科技大學管理學院(2022年7月20日)
30. 國立台灣師範大學管理學院(2023年5月4日)
31. 靜宜大學管理學院(2023年11月16日)  （页面存档备份，存于）

#### 马来西亚
馬來西亞有5所大學取得認證
1. 马来亚大学
2. 马来西亚博特拉大学
3. 马来西亚理科大学
4. 马来西亚北方大学
5. 莫纳什大学马来西亚分校
6. INCEIF UNIVERSITY

### 歐洲

#### 英国
英國共有20所學校取得認證
1. 阿斯頓大學
2. 克蘭菲爾德大學
3. 愛丁堡大學
4. 格拉斯哥大學
5. 蘭卡斯特大學
6. 倫敦商學院
7. 利物浦大學
8. 曼徹斯特大學
9. 英國公開大學
10. 雷丁大學
11. 史崔克萊大學
12. 薩里大學
13. 華威大學
14. 赫爾大學
15. 卡迪夫大學
16. 杜倫大學
17. 利兹大學
18. 南安普顿大学
19. 雪菲爾大學
20. 伯明翰大學

#### 法國
法國共有24所學校取得認證（按字母排序）。
1. Audencia Nantes School of Management
2. École de Management de Normandie
3. EDHEC Business School, Lille and Nice
4. EM Strasbourg Business School
5. EMLYON Business School
6. ESC Rennes School of Business
7. ESCEM School of Business and Management
8. ESCP Europe
9. ESSCA (École Supérieure des Sciences Commerciales d'Angers)
10. ESSEC Business School
11. Grenoble École de Management
12. Groupe ESC Clermont
13. Groupe ESC Dijon Bourgogne
14. Groupe Sup de Co La Rochelle
15. HEC School of Management, Paris
16. IESEG School of Management
17. INSEAD
18. ISC PARIS
19. KEDGE Business School
20. Montpellier Business School
21. NEOMA Business School
22. SKEMA Business School
23. TELECOM School of Management
24. Toulouse Business School - Groupe ESC Toulouse

#### 波蘭
波蘭共有3所大學的學院取得認證。
- 考明斯基大学（英语：Kozminski University）
- 華沙大學管理學院
- 托倫哥白尼大學（英语：Nicolaus Copernicus University in Toruń）

### 美洲
美國通過AACSB認證的大學佔比最大。
北美洲的加拿大有17所；墨西哥則有3所；哥斯大黎加1所。
南美洲的阿根廷1所；智利2所；巴西1所；委內瑞拉1所。

### 大洋洲

#### 
澳大利亚有21所大學及商學院取得認證。
1. 新南威爾斯大學
2. 格里菲斯大學
3. 昆士蘭大學
4. 昆士蘭科技大學
5. 雪梨大學
6. 雪梨科技大學
7. 墨尔本大学
8. 阿德莱德大学
9. 西澳大学
10. 新南威爾斯大學
11. 墨尔本大學
12. 蒙納許大學
13. 邦德大學
14. 紐卡素大學
15. 迪肯大學
16. 科廷大學
17. 麥覺理大學
18. 乐卓博大學
19. 斯威本科技大學
20. 塔斯馬尼亞大學
21. 伍伦贡大学

#### 新西兰
紐西蘭有6所大學取得認證。
1. 奥克兰理工大学
2. 奥克兰大學
3. 梅西大学
4. 惠灵顿维多利亚大學
5. 怀卡托大學
6. 奥塔哥大學

### 非洲

#### 埃及
1. 開羅美國大學

## 外部連結
- AACSB International官方網站（页面存档备份，存于）